# جوائز آي هارت راديو الموسيقية لسنة 2018
جوائز آي هارت راديو الموسيقية لسنة 2018 (بالإنجليزية: 2018 iHeartRadio Music Awards) هي جائزة موسيقية ستقام في 11 مارس 2018 بمسرح فورام الموجود في إنغليووود (كاليفورنيا) ،قائمة الترشيحات أعلن عليها منذ 10 يناير 2018.دي جي خالد وهيلي بالدوين سيقومان بتقديم الحفل.بالنسبة للنقل التلفزيوني ستتولى كل من TBS و TNT و TruTV نقل الحفل مباشرة إضافة إلي يوتيوب الذي سينقل فعاليات السجادة الحمراء ودخول الحضور إلي قاعة الحفل.

## الأداء
- كاميلا كابيلو
- إد شيران
- كاردي بي
- تشارلي بوث
- مارون 5
- بون جافي:[4][5]

## الترشيحات
سيتم الإعلان عن الفائزين بالنسبة لسبعة أصناف من الجوائز خلال سبعة ليال من انطلاق الحفلة الرئيسية.
| أغنية العام | فنانة العام |
| --- | --- |
| - "دسباسيتو" – لويس فونسي ودادي يانكي بالإشتراك مع جاستن بيبر - "Shape of You" – إد شيران - "Something Just like This" – ذا شينسموكرز وكولدبلاي - "That's What I Like" – برونو مارس - "Wild Thoughts" – دي جي خالد بالإشتراك مع ريانا وبرايسون تيلير | - أليسيا كارا - هالزي - بينك - ريانا - تايلور سويفت |
| فنان العام | أفضل ثنائي/مجموعة للعام |
| - برونو مارس - شون مينديز - تشارلي بوث - إد شيران - ذا ويكند | - ذا شينسموكرز - إماجن دراجونس - مارون 5 - ميغوس - برتغال. ذا مان |
| أفضل تعاون | أفضل فنان بوب جديد |
| - "دسباسيتو" – لويس فونسي and دادي يانكي featuring جاستن بيبر - "Don't Wanna Know" – مارون 5 بالإشتراك مع كيندريك لامار - "Something Just Like This" – ذا شينسموكرز وكولدبلاي - "Stay" – زيد وأليسيا كارا - "Wild Thoughts" – دي جي خالد بالإشتراك مع ريانا وبرايسون تيلير | - كاميلا كابيلو - نايل هوران - لوجك - جوليا مايكلز - ليام باين |
| أفضل أغنية روك بديل للعام | أفضل فنان روك بديل للعام |
| - "Believer" – إماجن دراجونس - "Feel It Still" – برتغال. ذا مان - "رعد" – إماجن دراجونس - "Walk on Water" – سكوندز تو مارس - "Wish I Knew You" – ذا ريفيفاليست | - كايدج ذا إيليفنت - إماجن دراجونس - جوداه & ذا لاين - كينكز أوف ليون - برتغال. ذا مان |
| أفضل فنان روك/روك بديل للعام | أغنية روك العام |
| *جوداه & ذا لاين - غريتا فان فليت - كاي.فلاي - راغ إن بون مان - ذا ريفيفاليست | - "Go to War" – Nothing More - "Help" – بابا روتش - "Run" – فو فايترز - "Rx (Medicate)" – Theory of a Deadman - "Song #3" – Stone Sour |
| فنان الروك للعام | أغنية كانتري العام |
| - فو فايترز - هايلي ساسبيكت - ميتاليكا - بابا روتش - رويال بلاد | - "Body Like A Back Road" – سام هانت - "Dirt on My Boots" – جون باردي - "Hurricane" – لوك كمبس - "Small Town Boy" – داستن لاينش - "Unforgettable" – توماس ريت |
| أفضل فنان كانتري للعام | أفضل فنان كانتري جديد |
| - جايسون ألدين - لوك بريان - سام هانت - توماس ريت - بلاك شيلتون | - لورين ألاينا - كان براون - لوك كمبس - جون باردي - بريت يانغ |
| أفضل أغنية رقص للعام | أفضل فنان موسيقى رقص للعام |
| - "It Ain't Me" – كايغو وسيلينا غوميز - " No Promises" – شيت كودس بالإشتراك مع ديمي لوفاتو - "Rockabye" – كلين بنديت وأن-ماري بالإشتراك مع شون بول - "Something Just Like This" – ذا شينسموكرز وكولدبلاي - "Stay" – زيد وأليسيا كارا | - كالفين هاريس - شيت كودس - كايغو - ذا شينسموكرز - زيد |
| أفضل أغنية هيب هوب للعام | أفضل فنان هيب هوب للعام |
| - "Bad and Boujee" – ميغوس بالإشتراك مع ليل أوزي فيرت - "Bodak Yellow" – كاردي بي - "Humble" – كيندريك لامار - "Rockstar" – بوست مالون بالإشتراك مع 21 سافدج - "Wild Thoughts" – دي جي خالد بالإشتراك مع ريانا وبرايسون تيلير | - دي جي خالد - دريك - فيوتشر - كيندريك لامار - ميغوس |
| أفضل فنان هيب هوب جديد | أفضل أغنية R&B للعام |
| - 21 سافدج - كاردي بي - غولدلينك - ليل أوزي فيرت - بلايبوا كارتي | - "B.E.D." – Jacquees - "Location" – خاليد - "Love Galore" – SZA بالإشتراك مع ترافيس سكوت - "Redbone" – دونالد غلوفر - "That's What I Like" – برونو مارس |
| R&B Artist of the Year | Best New R&B Artist |
| - دونالد غلوفر - خاليد - برونو مارس - ريانا - ذا ويكند | - 6لاك - كيهلاني - كيفن روس - خاليد - SZA |
| الأغنية اللاتينية للعام | أفضل فنان لاتيني للعام |
| - "دسباسيتو" – لويس فونسي ودادي يانكي - "El Amante" – نيكي جام - "Hey DJ" – سي إن سي أو - "Mi Gente" – جي بالفين بالإشتراك مع ويلي ويليام - "Súbeme la Radio" – إنريكيه إغليسياس | - سي إن سي أو - جي بالفين - لويس فونسي - نيكي جام - شاكيرا |
| أفضل فنان لاتيني جديد | Regional Mexican Song of the Year |
| - أبراهام ماثيو - باد باني - كارول جي - داني أوشن - أوزونا | - "Adiós Amor" – Christian Nodal - "Ella Es Mi Mujer" – Banda Carnaval - "Las Ultras" – Calibre 50 - "Regresa Hermosa" – Gerardo Ortiz]] - "Siempre Te Voy A Querer" – Calibre 50 |
| Regional Mexican Artist of the Year | Best New Regional Mexican Artist |
| - بندا كارنفال - بندا لوس ريكودتوس - بندا إن أس - كالبر 50 - جيراردو أرتيز | - كريستيان نودال - Edwin Luna y La Trakalosa de Monterrey - El Fantasma - Ulices Chaidez y Sus Plebes |
| منتج العام | أفضل كلمات |
| - بيني بلانكو - Andrew "Pop" Wansel و Warren "Oak" Felder - ستيف ماك - جاستن ترانتر - أندرو ويات | - "Bodak Yellow" – كاردي بي - "دسباسيتو" – لويس فونسي ودادي يانكي - "There's Nothing Holdin' Me Back" – شون مينديز - "أنظر ماذا جعلتني أفعل (أغنية)" – تايلور سويفت - "Perfect" – إد شيران - "أيدى بطيئة (أغنية)" - نايل هوران |
| Best Cover Song | Best Fan Army |
| - "All We Got" – شون مينديز - "Bad Liar" – HAIM - "Issues" – نايل هوران - "Lost" – خاليد - "Say You Won't Let Go" – كاميلا كابيلو and جورج كيلي ‏ - "The Chain" – هاري ستايلز - "جهاز حسي جسدي" – إد شيران - "The Tribute Song" – 30 سكوندز تو مارس | - Arianators - أريانا غراندي - Beliebers - جاستن بيبر - BTS ARMY - BTS - Camilizers - كاميلا كابيلو - EXO-L - EXO - Harmonizers - فيفث هارموني - Lovatics - ديمي لوفاتو - Mendes Army - شون مينديز - Mixers - ليتل ميكس - Selenators - سيلينا غوميز - Smilers - مايلي سايرس - Swifties - تايلور سويفت |
| أفضل فيديو موسيقي | Social Star Award |
| - "Bad Liar" - سيلينا غوميز - "Bodak Yellow" - كاردي بي - "دسباسيتو" - لويس فونسي ودادي يانكي - "آم ذا وان" - دي جي خالد بالإشتراك مع جاستن بيبر، كويفو، تشانس ذا رابر وليل وين - "أنظر ماذا جعلتني أفعل (أغنية)" - تايلور سويفت - "Malibu" - مايلي سايرس - "New Rules" - دوا ليبا - "شيب أوف يو" - إد شيران - "Sign of the Times" - هاري ستايلز - "Sorry Not Sorry" - ديمي لوفاتو - "Swish Swish" - كيتي بيري featuring نيكي ميناج - "That's What I Like" - برونو مارس - "There's Nothing Holdin' Me Back" - شون مينديز | - أنيتا (مغنية) - Christian Collins - dodie - Andrew Huang - Conor Maynard - غابي حنا - جوجو سيوا - Mariah Belgrod - Max & Harvey - RoomieOfficial |
| Cutest Musician's Pet | Best Boy Band |
| - Batman - ديمي لوفاتو - Bear Rexha - بيبي ريكسا - Nugget - كيتي بيري - Olivia Benson - تايلور سويفت - Pig Pig - مايلي سايرس - Toulouse - أريانا غراندي | - AJR - BTS - سي إن سي أو - In Real Life - PrettyMuch - ذا فامبس - واي دونت وي |
| Best Solo Breakout | أفضل ريمكس |
| - كاميلا كابيلو - نايل هوران - ليام باين - هاري ستايلز - لويس توملينسون | - "Bon Appétit" - كيتي بيري، ميغوس و3LAU - "دسباسيتو" - لويس فونسي ودادي يانكي بالإشتراك مع جاستن بيبر - "do re mi" - بلاكبير بالإشتراك مع غوتشي ماني - "Friends" - جاستن بيبر وبلادبوب مع جوليا مايكلز - "هافانا" - كاميلا كابيلو ودادي يانكي - "Homemade Dynamite" - لورد (مغنية)، خاليد، بوست مالون وSZA - "May I Have This Dance" - فرانسيس & ذا لايتس بالإشتراك مع تشانس ذا رابر - " Mi Gente" - جي بالفين وويلي ويليا بالإشتراك مع بيونسيه - "ريغايتون لينتو" - سي إن سي أو وليتل ميكس |
| Innovator Award | جائزة الأيقونة |
| - تشانس ذا رابر | - جون بون جوفي |
| Fangirls Award | |
| - كاميلا كابيلو | |